# Roues libres (film)
Pour le système mécanique, voir Roue libre.
Pour plus de détails, voir Fiche technique et Distribution.
Roues libres est un film policier ivoiro-français produit en 2001, sorti en 2002. 
C'est un film du cinéaste ivoirien Sidiki Bakaba.

## Fiche technique
- Titre : Roues libres
- Réalisation : Sidiki Bakaba
- Scénario : Ayala Bakaba et Sidiki Bakaba
- Musique : Meiway
- Photographie : Alain Levent
- Montage : Vera Memmi
- Production : Ayala Bakaba et Berti Dichi
- Société de production : Afriki Projection, Arte France Cinéma et Image Resouce
- Pays :  Côte d'Ivoire et  France
- Genre : policier et drame
- Durée : 85 minutes
- Dates de sortie : 
  -  France : 18 mai 2002

## Distribution
- Adama Dahico : Fofana, dit Café Serré
- Placide Bayoro : Guélé, dit Pirate 1
- Daouda Traoré : Patcheco, dit Pirate 2
- Sidiki Bakaba : Commissaire Blazo
- Michel Gohou : Amara, dit Rock
- Alomo Ignace Konan : Sergent Kra
- Corinne Haccandy : Ema Amara
- Maho Monké : Pablo